# Železniční trať Lovosice–Postoloprty
Železniční trať Lovosice–Postoloprty, v jízdním řádu označená číslem 114, je železniční trať o délce 46 km z Lovosic přes Čížkovice, Libochovice, Louny do Postoloprt. Historicky sestává ze tří tratí, nejstarší Lovosice–Libochovice, nejmladší Libochovice–Louny a v roce 2007 nově připojené trati Louny–Postoloprty.
Nejstarší, 14 kilometrů dlouhá trať z Lovosic do Libochovic vznikla jako lokálka obsluhující cukrovary v Lovosicích, Sulejovicích a Libochovicích. Byla otevřena 22. října 1882. Na trati byly kromě koncových stanic ještě nádraží v Čížkovicích a v Chotěšově, zastávky Sulejovice a Úpohlavy a nákladiště Slatina-Klapý, které sloužilo k nakládce řepy. Do zmíněných cukrovarů vedly vlečky. V Lovosicích byla postavena výtopna a v Lovosicích a Libochovicích byly vybudovány vodárny, které obsluhovaly parní lokomotivy.
Druhá, 20 kilometrů dlouhá trať z Loun do Libochovic byla otevřena 10. května 1902. Nechalo ji vystavět město Louny, aby získalo spojení na hlavní trať z Prahy do Děčína. Obdrželo na ní dotaci od Zemského výboru 1 966 000 korun.
První změnou na trati bylo 19. prosince 1898 otevření trati Čížkovice–Obrnice, která se ke stávající trati připojovala v Čížkovicích. Na této trati byl zastaven provoz 9. prosince 2007, v současnosti[kdy?] ji vlastní a provozuje AŽD Praha. 12. října 1907 byla otevřena trať Vraňany–Libochovice. Na této trati byl zastaven provoz pravidelných osobních vlaků od 10. prosince 2006 a nepočítá se s jeho obnovením.[zdroj?]
V roce 1918 byla trať ještě stále rozdělená. Část z Lovosic do Libochovic nesla označení 5. Část z Libochovic do Loun byla součástí trati 72c z Jenšovic (dnešní stanice Vraňany) do Loun. Část z Loun do Postoloprt měla označení 72e. Obě části tak byly postranními tratěmi trati z Prahy do Mostu a dále do Moldavy.
Během druhé světové války v roce 1944 byla trať z Lovosic do Čížkovic součástí sudetské (a tedy německé) trati z Lovosic do Obrnic a nesla označeni 167b, trať z Čížkovic do Loun nesla společné označení 506f, a byla tak postranní tratí protektorátní trati z Prahy do Lovosic. Trať z Loun do Postoloprt byla opět sudetská a nesla označení 167a. Trati 167a a 167b byly postranními tratěmi trati z Duchcova do Mladotic.
Traťový oddíl z Loun do Postoloprt o délce 12 km, který do té doby měl číslo 127, byl k traťovému oddílu 114 připojen 8. prosince 2007. Zatímco původní trať 114 byla usnesením vlády s účinností od 1. července 1996 vyčleněna jako regionální dráha, původní trať 127 je součástí celostátní dráhy.[zdroj?]

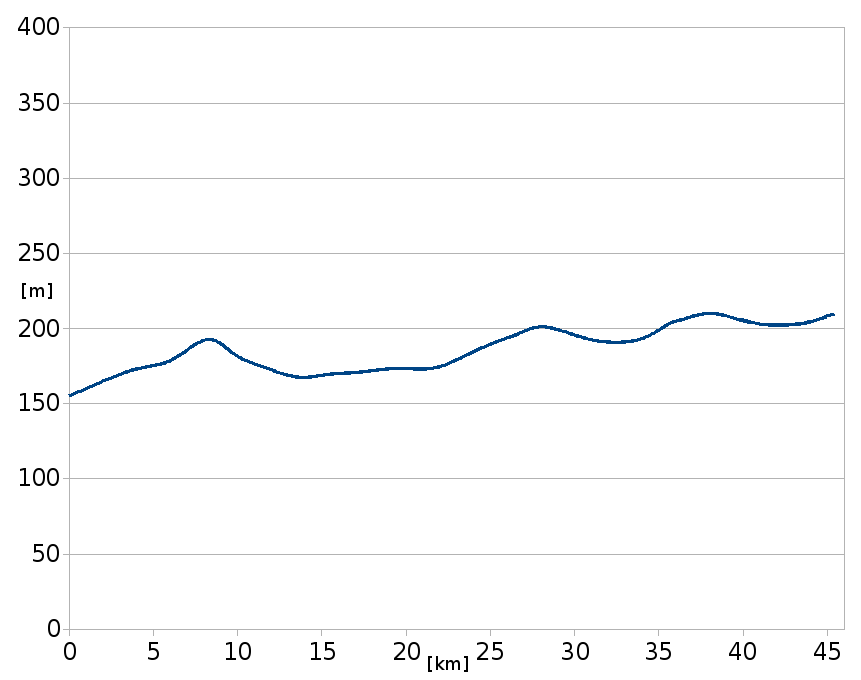
Výškový profil trati ve směru od Lovosic do Postoloprt

Trať na dvou místech překonává řeku Ohři. Mezi Úpohlavami a Chotěšovem pod Hazmburkem trať stoupá až do nadmořské výšky 200 m.[zdroj?]

## Současný provoz
Jízdenky se prodávají jen v Lovosicích a v Lounech, jinak ve vlaku. Z Lovosic do Libochovic trvala v roce 2009 cesta necelou půlhodinu, z Libochovic do Loun asi 40 minut, ale vlaky prostojí dalších asi 20 minut ve stanicích. Z Loun do Postoloprt vlak dojede asi za čtvrt hodiny. Celou trať tak osobní vlak projede za hodinu a tři čtvrtě.[zdroj?] V roce 1918 první část projel vlak za necelou hodinu, druhou asi za hodinu a dvacet minut a poslední za asi 35 minut.
Správa železniční dopravní cesty provedla v letech 2018–2019 kompletní rekonstrukci úseku Lovosice–Louny včetně oprav zastávek a nádraží Čížkovice a Libochovice. Přestavba umožňuje také spěšné spojení Loun s Ústím nad Labem přes Lovosice. Celková cena převýšila miliardu korun.

## Stanice a zastávky

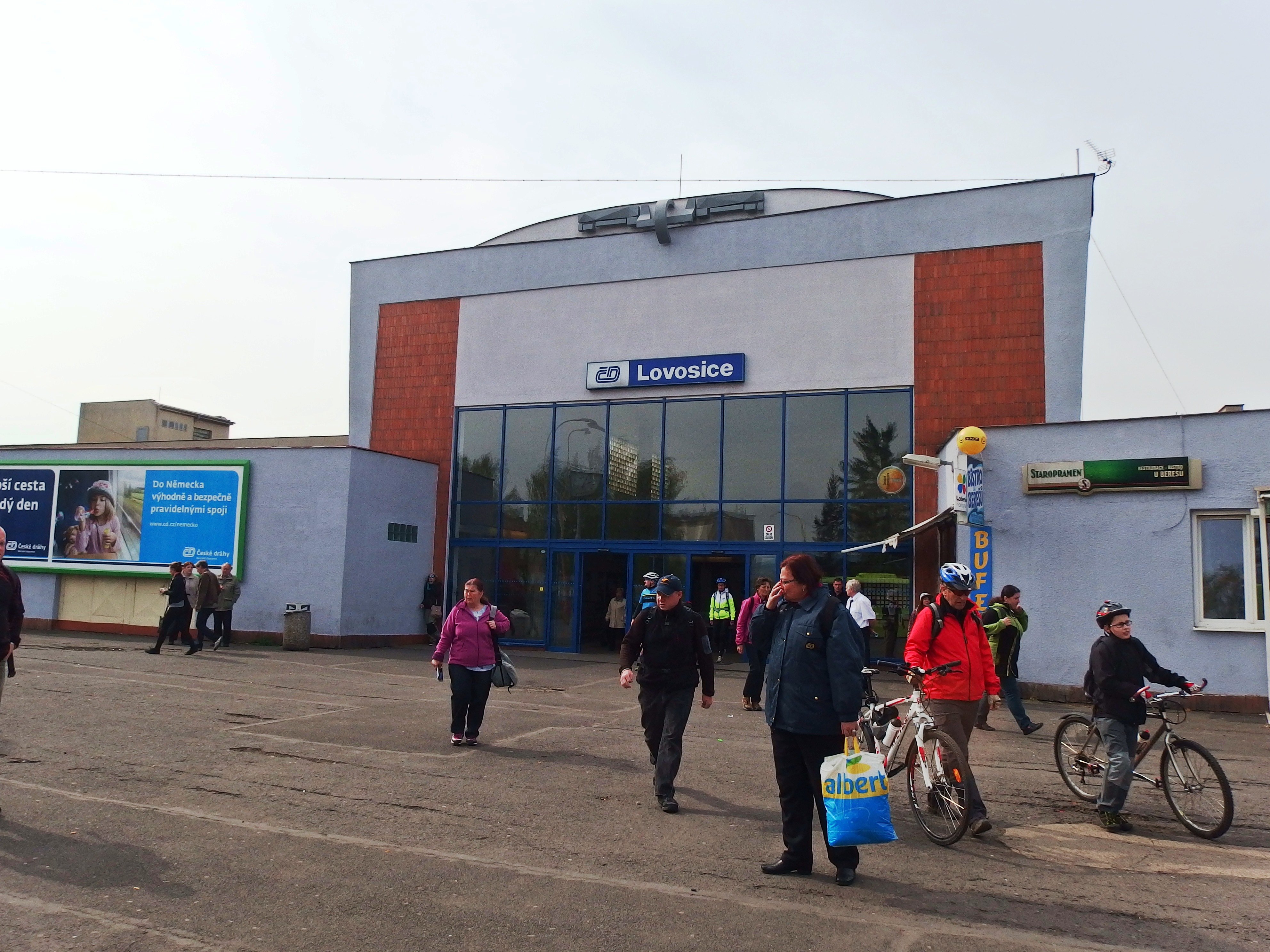
Lovosice
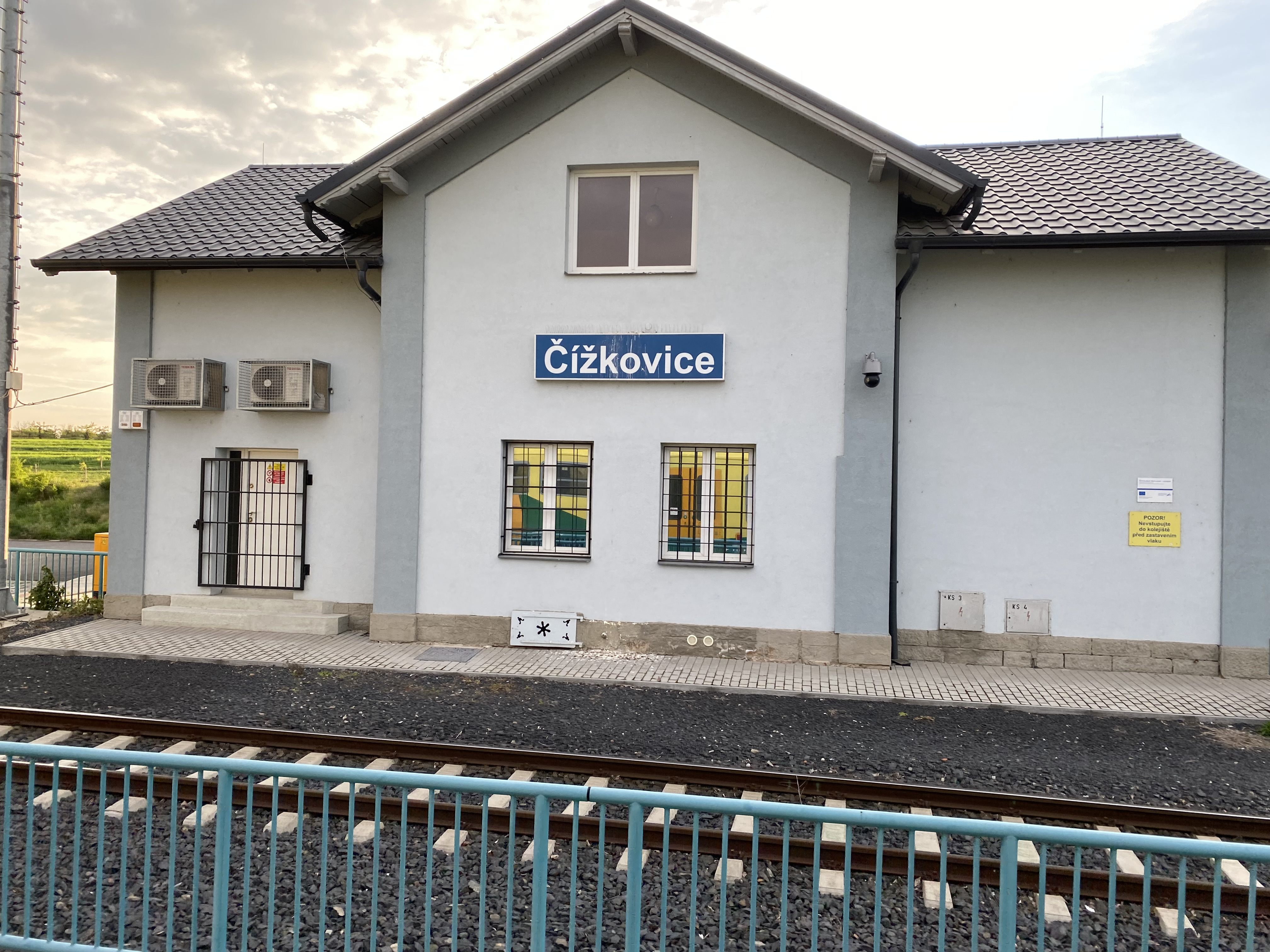
Čížkovice
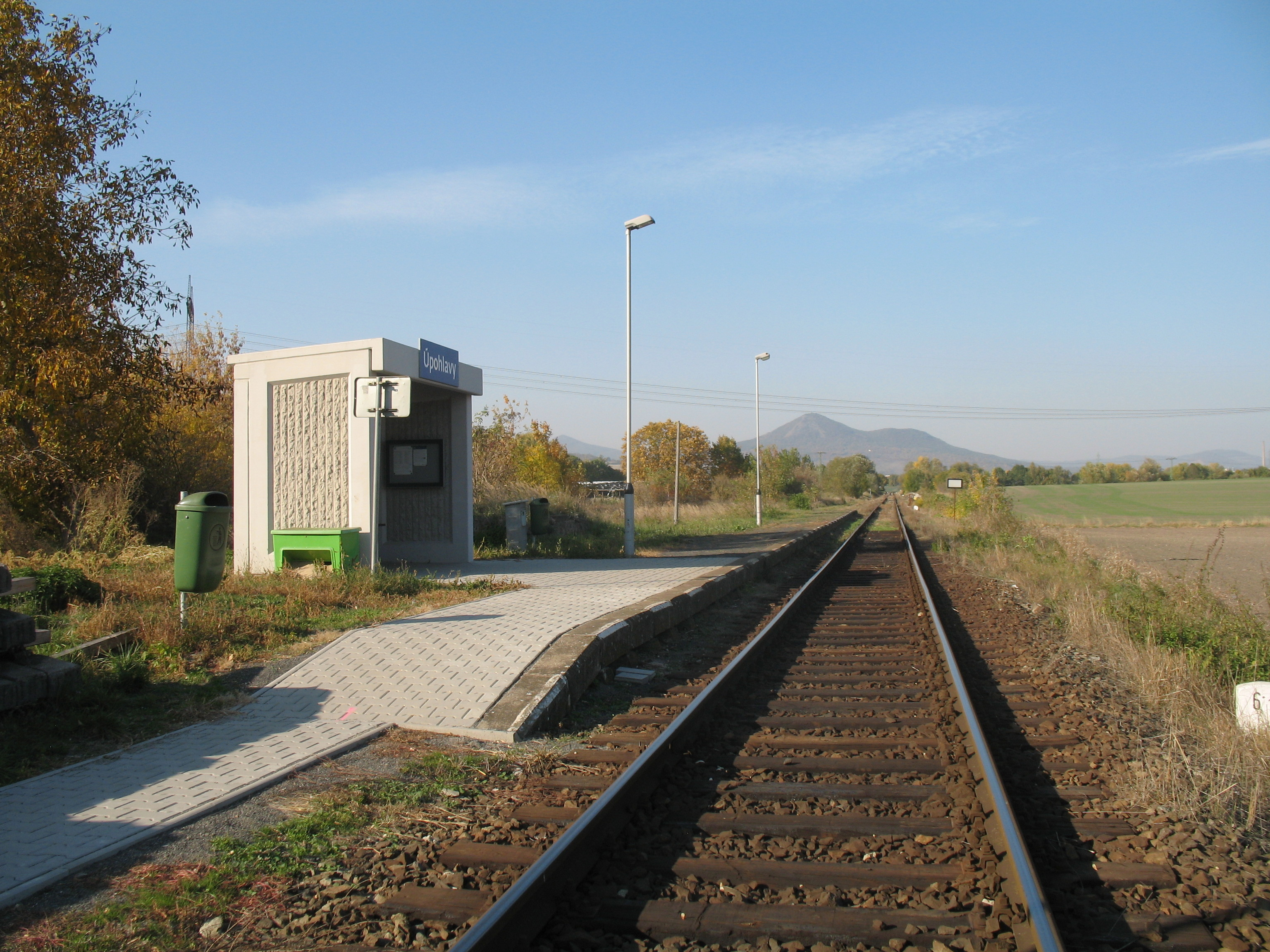
Úpohlavy
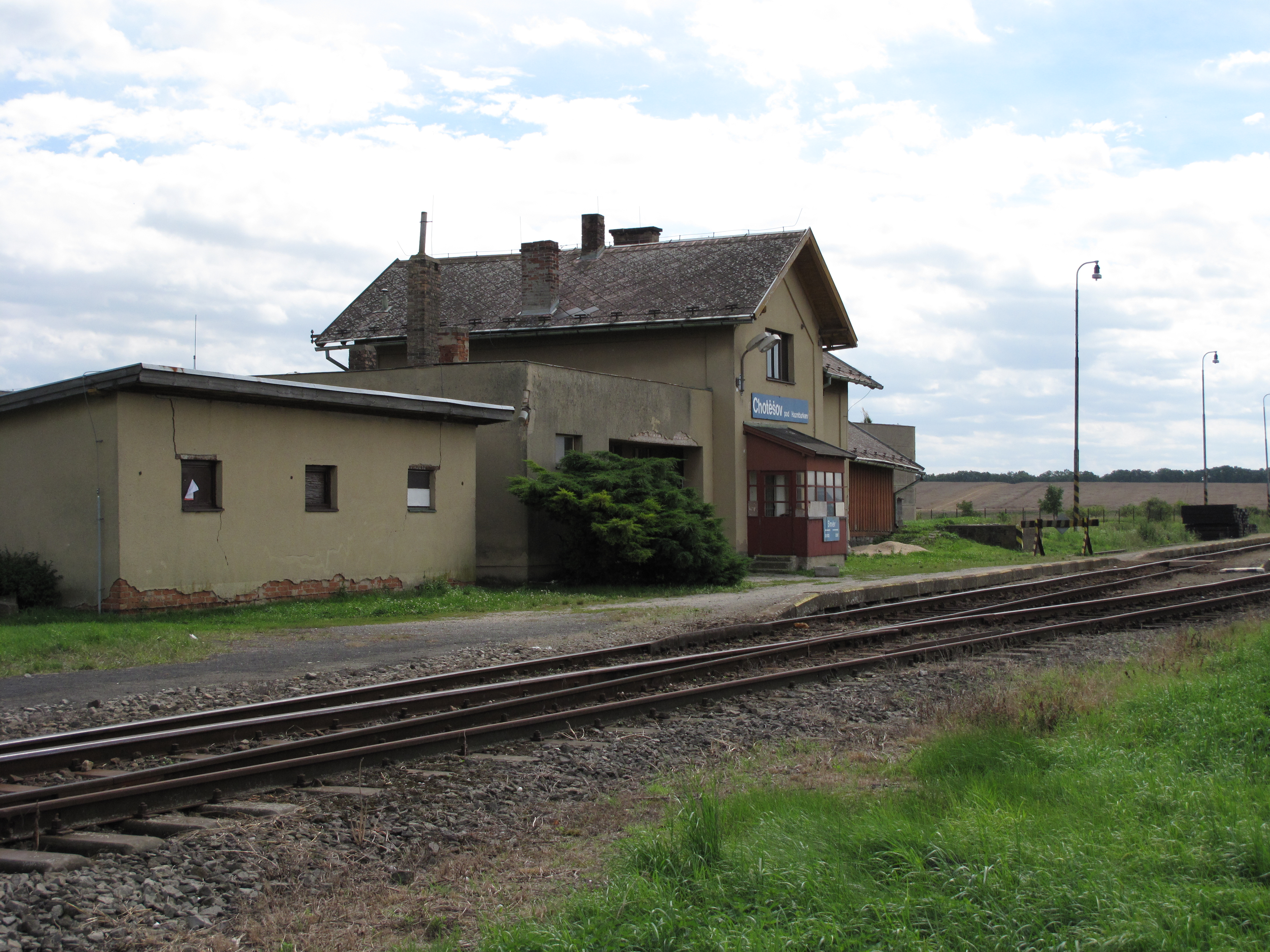
Chotěšov pod Hazmburkem
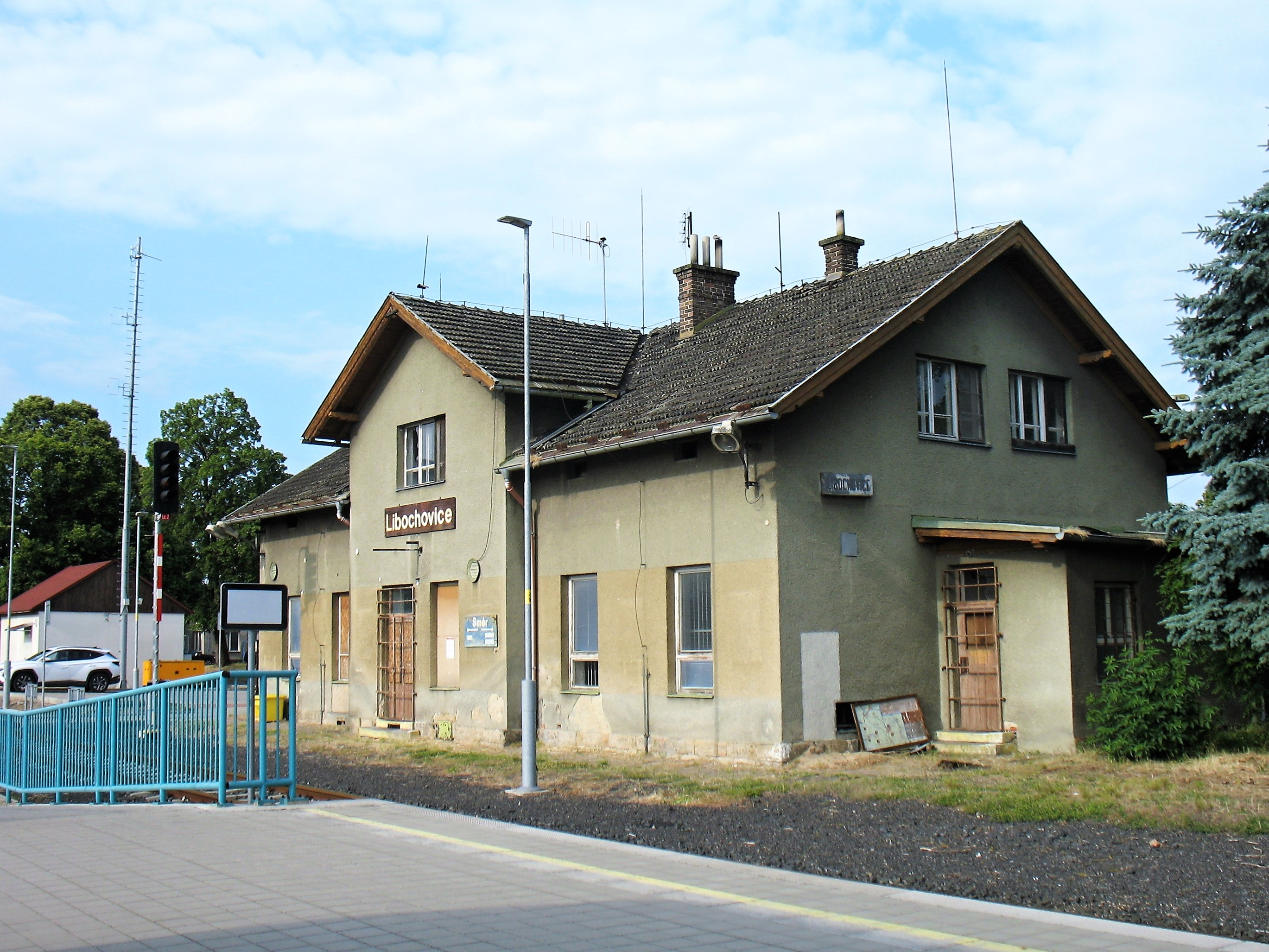
Libochovice
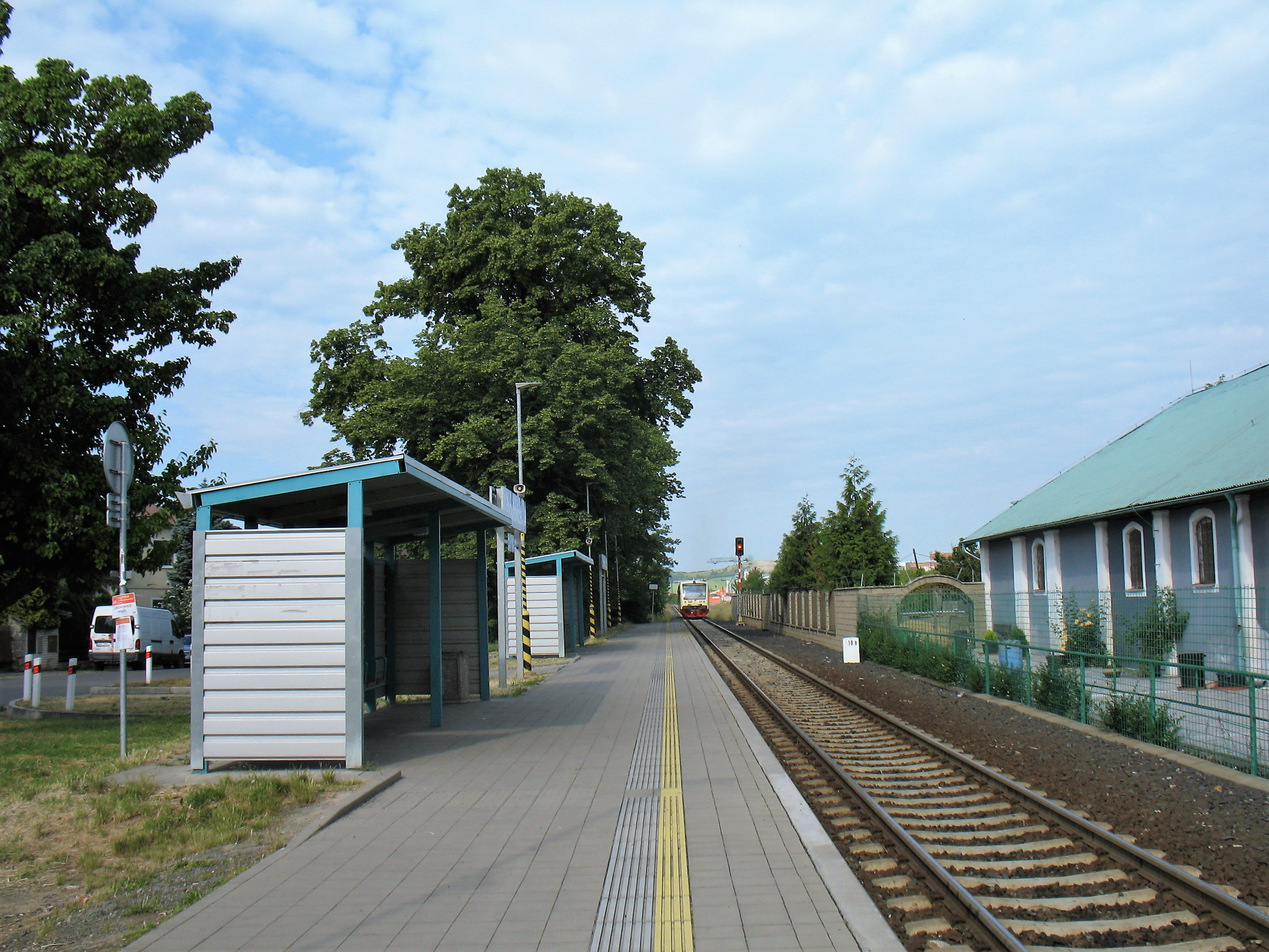
Libochovice město
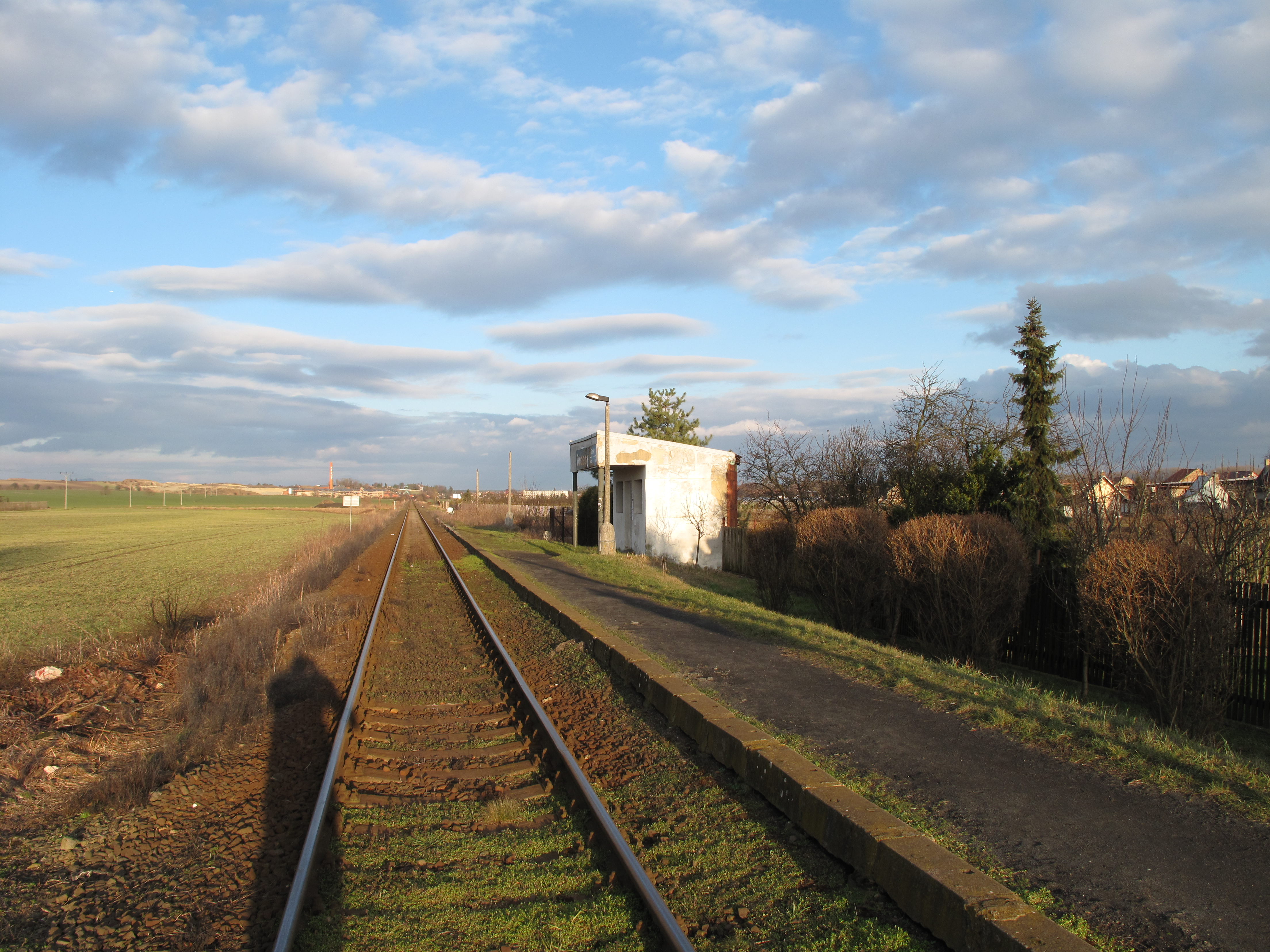
Dubany
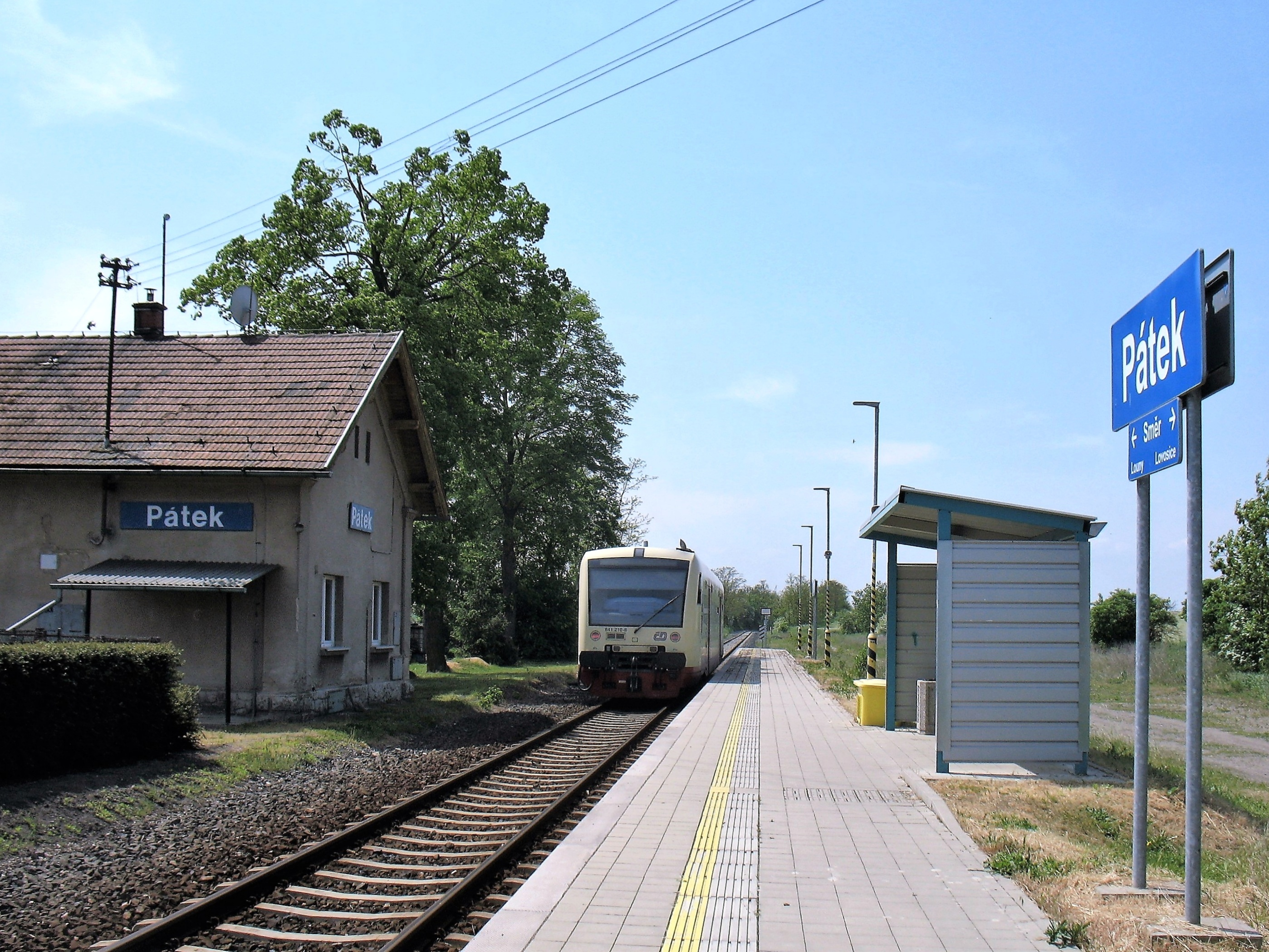
Pátek
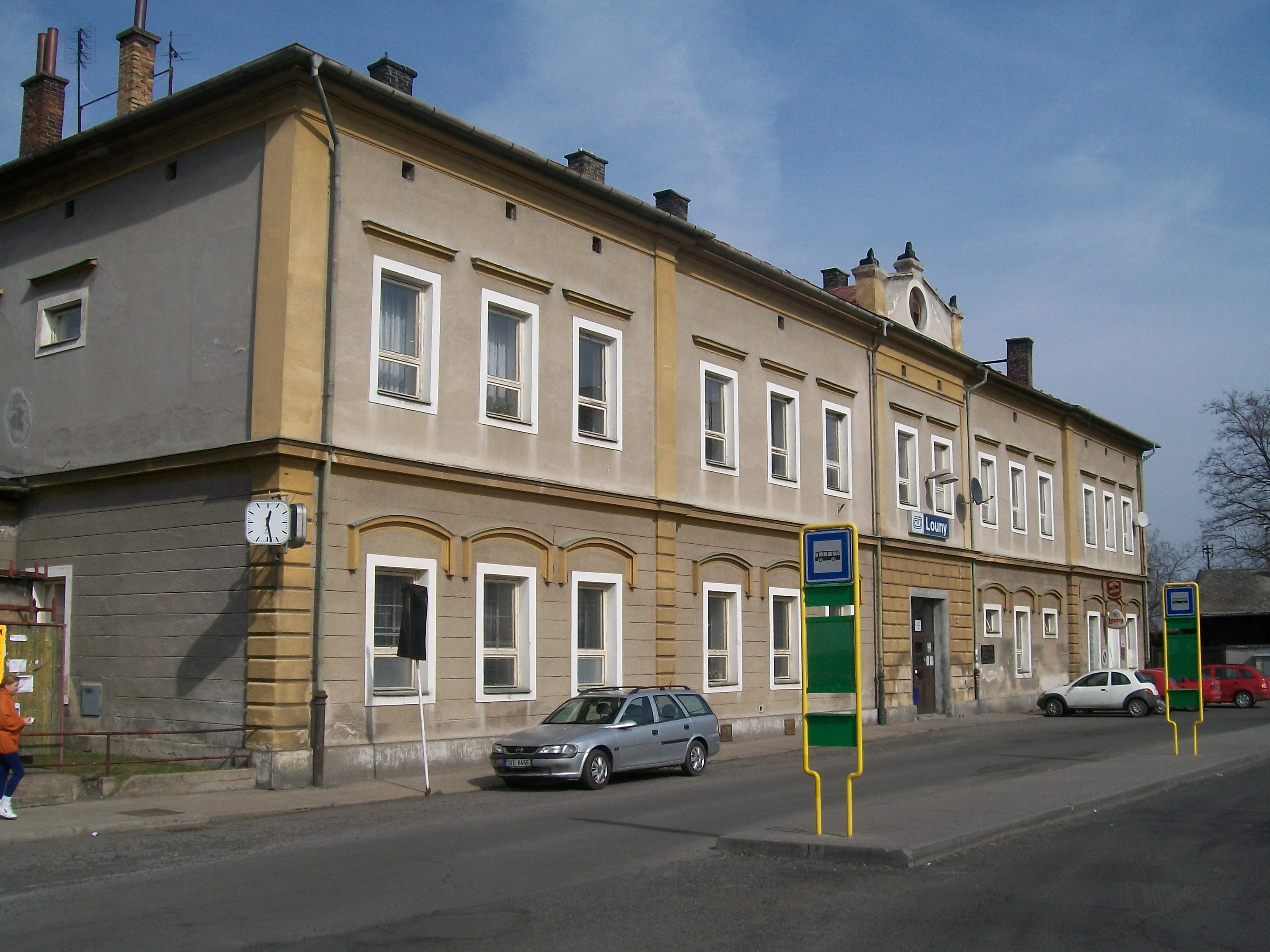
Louny
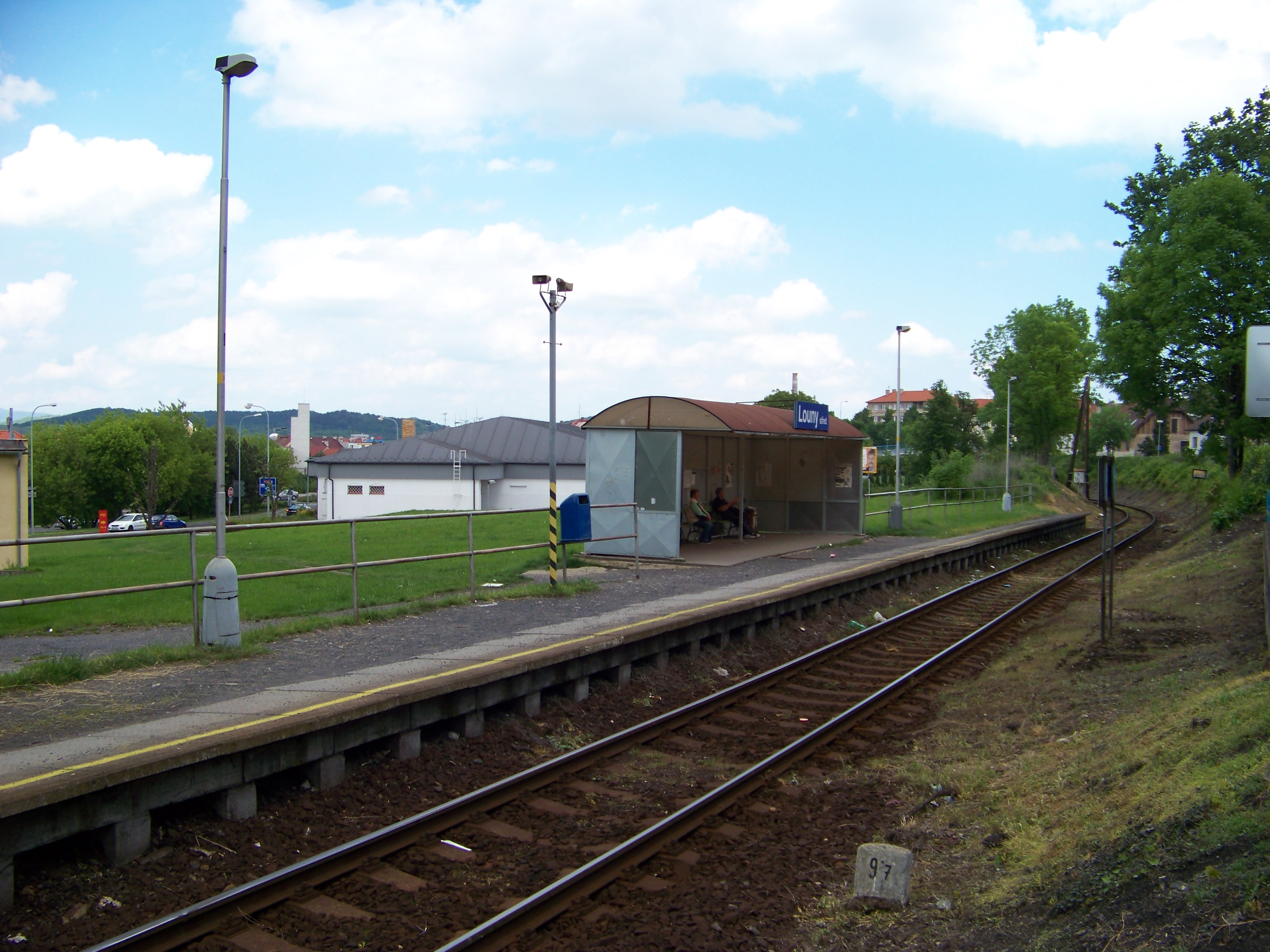
Louny střed
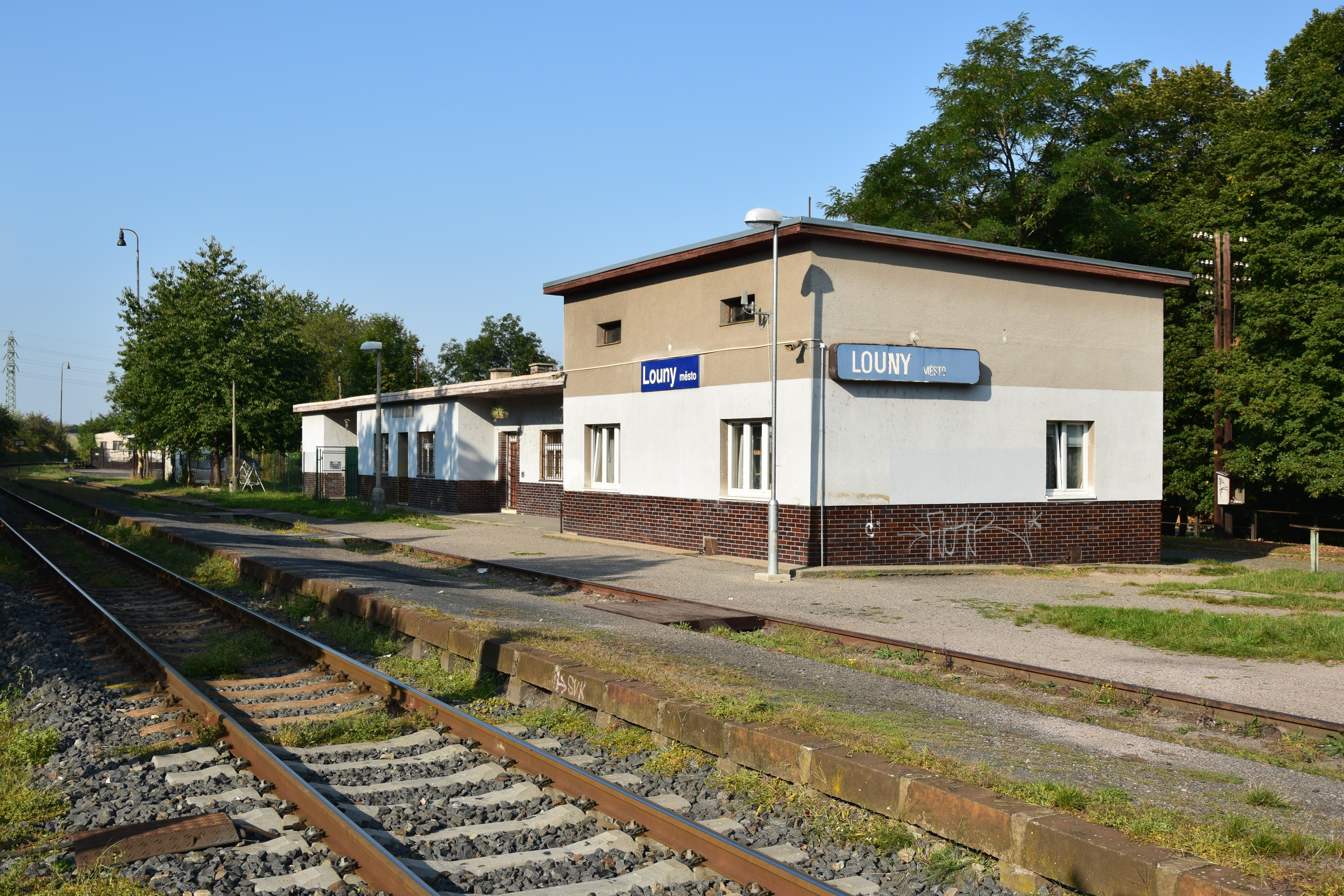
Louny město
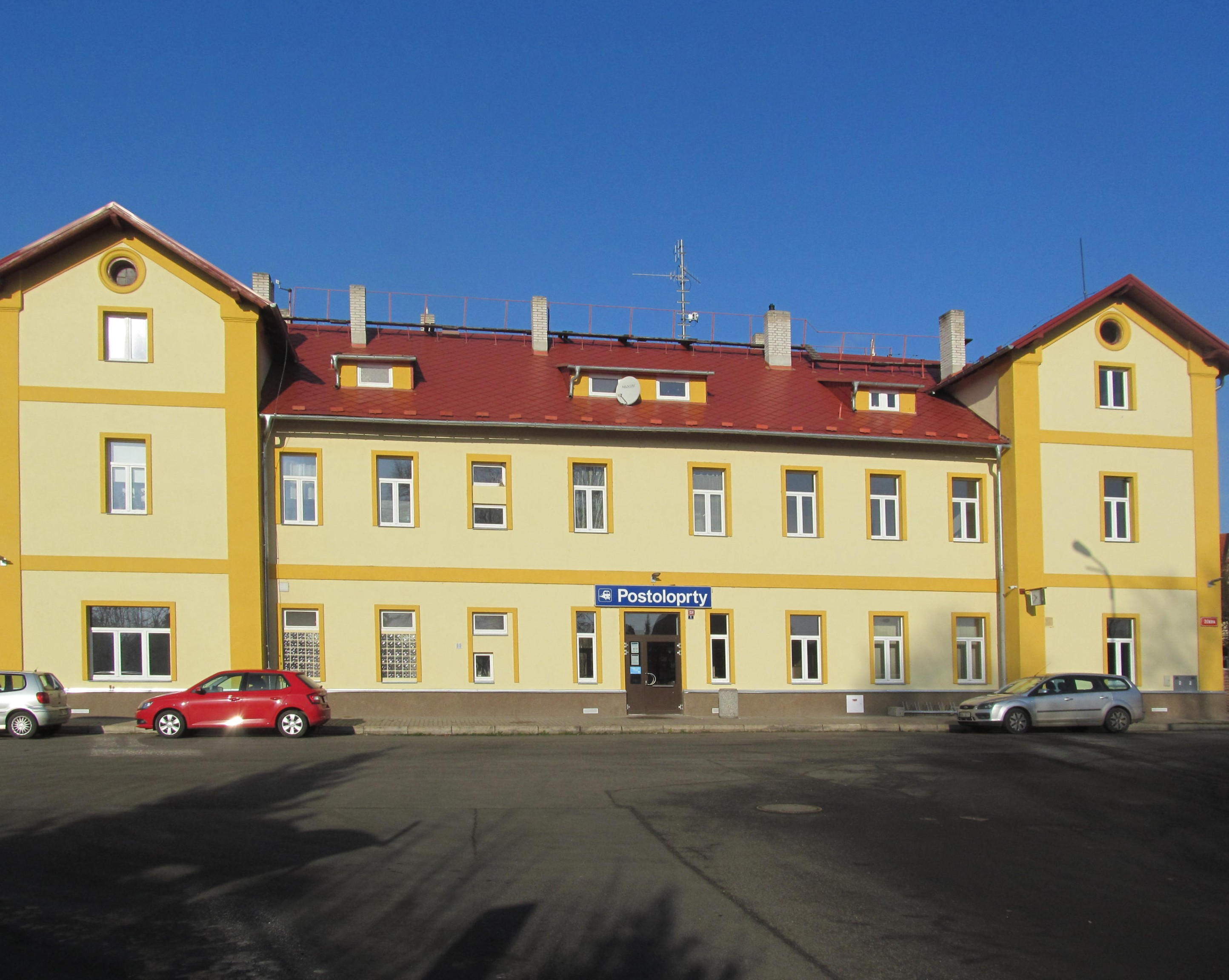
Postoloprty